# 대구교육낙동강수련원
대구교육낙동강수련원(大邱敎育洛東江修鍊院, Daegu Education Nakdonggang Training Center)은 대구광역시의 학생들이 강을 이용한 수련활동과 교직원들의 복지증진을 위한 휴식공간을 제공하기 위하여 대구광역시교육청 산하에 설치된 직속기관이다.
원장은 교육연구관, 지방부이사관이나 지방서기관으로 보한다.

## 연혁
- 2014년 9월 22일: 설치

## 조직
원장
- 운영부
- 총무부